# Hufe (Overath)
Hufe ist ein Ortsteil von Overath im Rheinisch-Bergischen Kreis in Nordrhein-Westfalen, Deutschland. Hufe gehörte bis 31. Dezember 1974 zur Gemeinde Hohkeppel und wurde nach Auflösung dieser Gemeinde zum Ortsteil von Overath.

## Lage und Beschreibung
Der kleine Ortsteil liegt in der Nähe von Hufenstuhl auf dem Höhenzug zwischen den Bachtälern der Leneffe und der weitgehend naturgeschützten Agger im nördlichen Teil von Overath an der Grenze zu Lindlar. Naturräumlich betrachtet gehört die Gegend zu der Sülzhochfläche. Naheliegende Orte sind Meegen, Böke und Klingerath.

## Geschichte

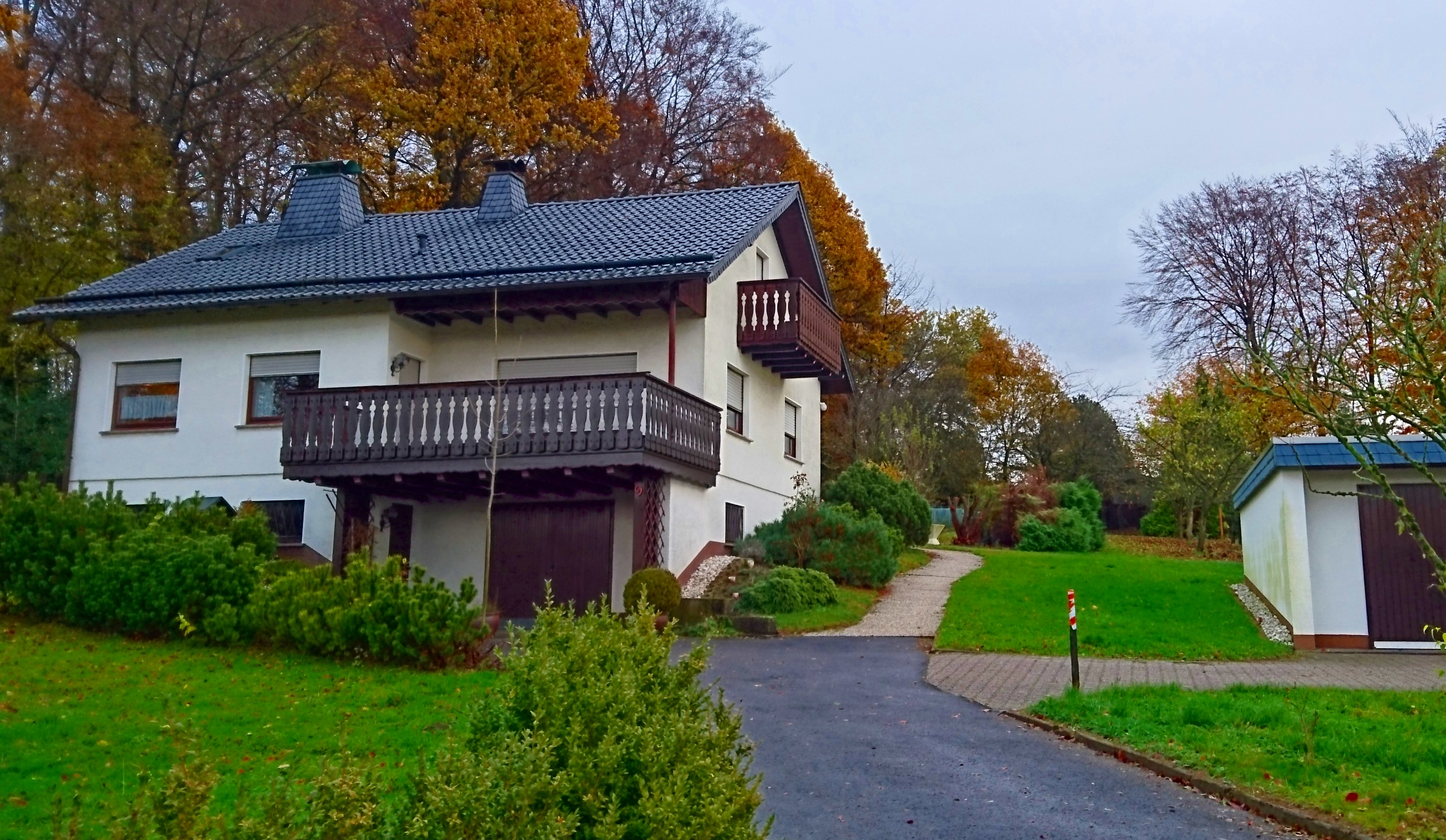
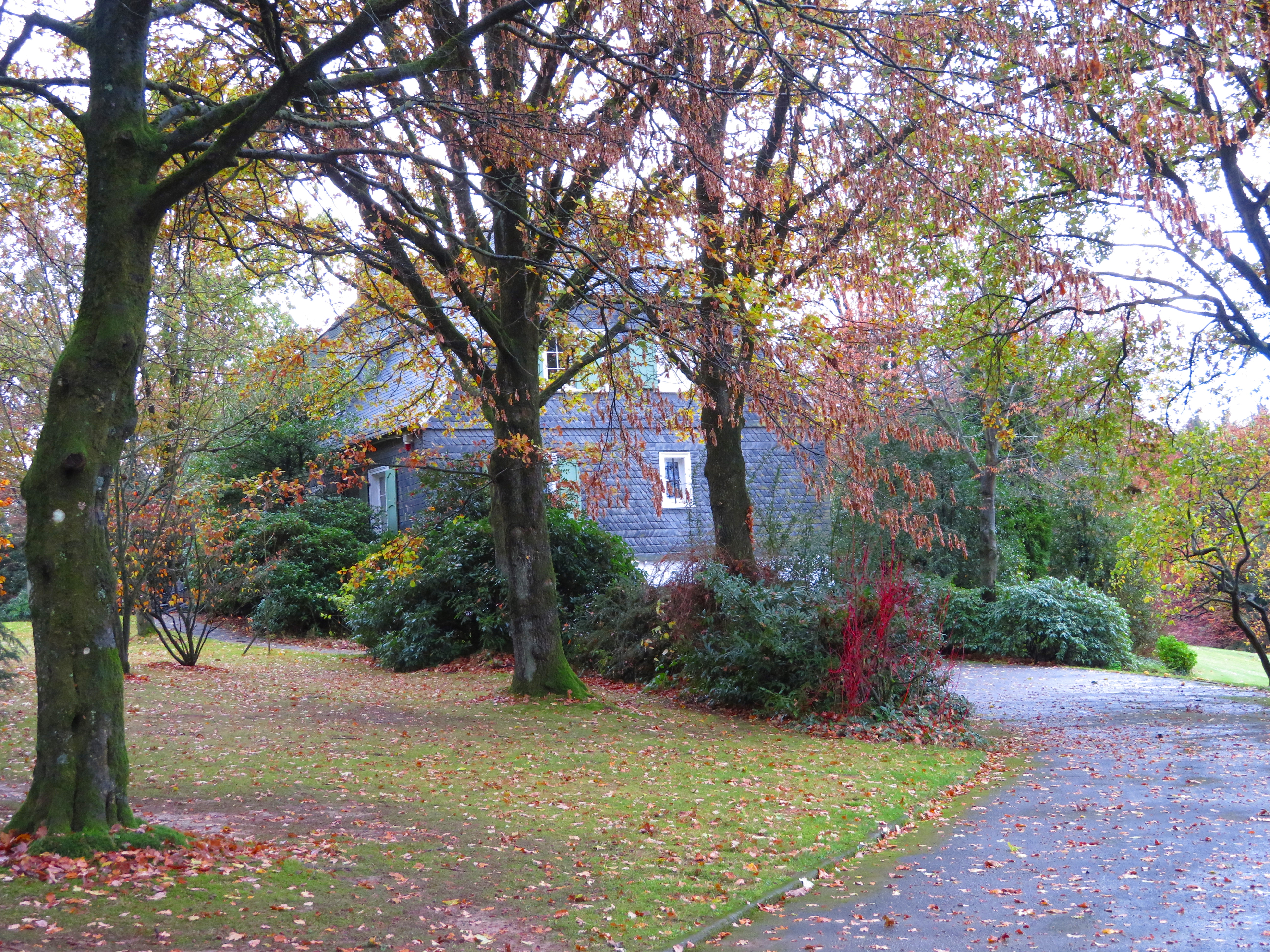
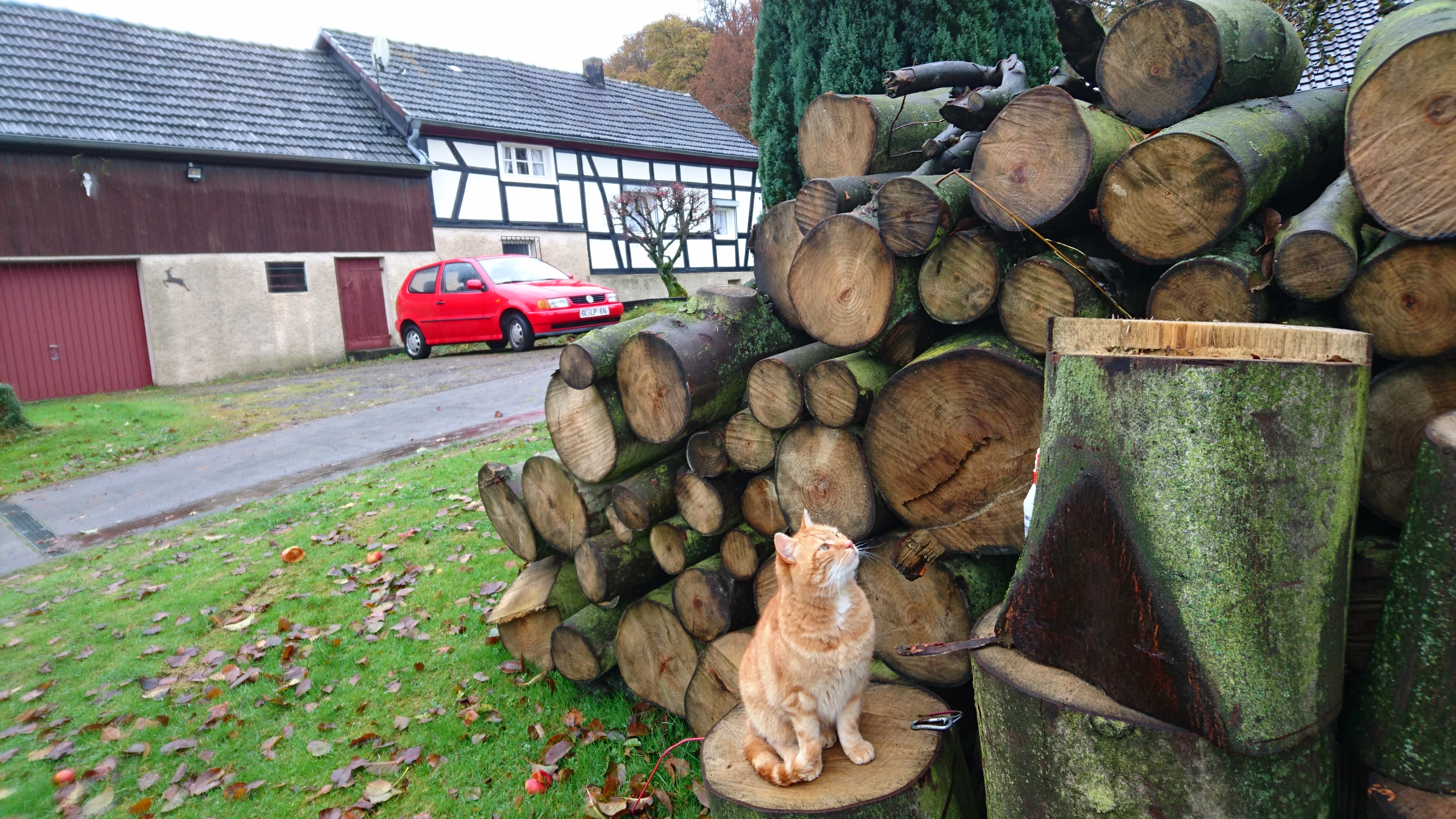
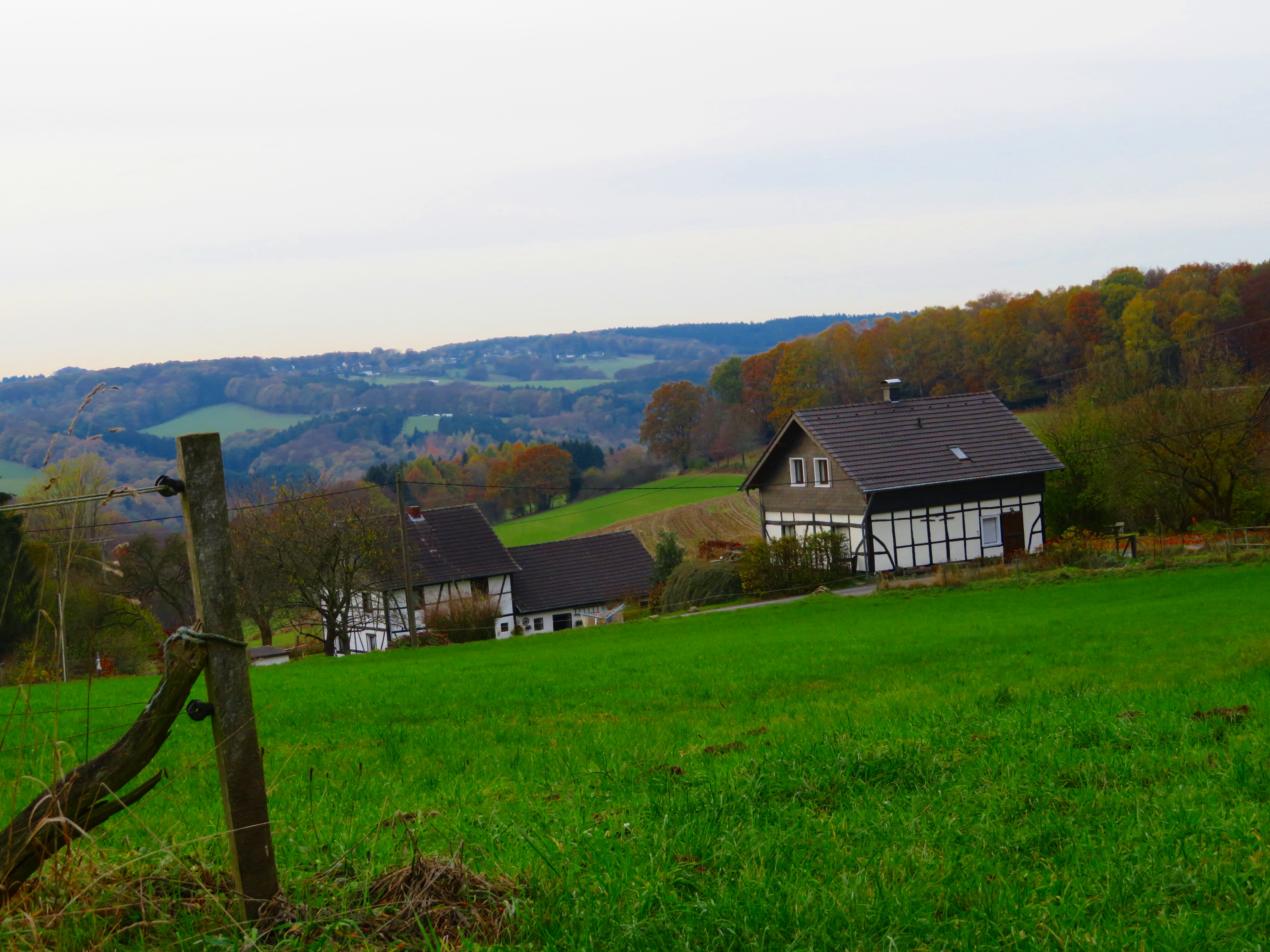

Der Ortsname Hufe geht auf eine mittelalterliche Flächenangabe für Höfe hervor, der Hufe.
Hufe findet sich in alten Unterlagen als Lehnshof, was mit der frühen Nennung eines Gerichtsherrn Episcopus de silva Haverstad in Verbindung stehen könnte.
Carl Friedrich von Wiebeking benennt die Hofschaft auf seiner Charte des Herzogthums Berg 1789 als Hoven. Aus ihr geht hervor, dass der Ort zu dieser Zeit Teil der Honschaft Vellingen im Kirchspiel Hohkeppel war. Der Ort lag nahe der Heidenstraße, einer bedeutenden mittelalterlichen Altfernstraße von Köln über Kassel nach Leipzig. Die heutige Landesstraße 84 folgt der Trasse des alten Höhenwegs Richtung Hohkeppel.
Der Ort ist auf der Topographischen Aufnahme der Rheinlande von 1817 als Hofen verzeichnet. Die Preußische Uraufnahme von 1845 zeigt den Wohnplatz unter dem Namen Hufe. Ab der Preußischen Neuaufnahme von 1892 ist der Ort auf Messtischblättern regelmäßig als Hufe verzeichnet.
1822 lebten 25 Menschen im als Hof kategorisierten und Hoven bezeichneten Ort, der nach dem Zusammenbruch der napoleonischen Administration und deren Ablösung zur Gemeinde Hohkeppel der Bürgermeisterei Engelskirchen im Kreis Wipperfürth gehörte. Für das Jahr 1830 werden für den als Hoven bezeichneten Ort 27 Einwohner angegeben. Der 1845 laut der Uebersicht des Regierungs-Bezirks Cöln als Hoven bezeichnete und als Hof kategorisierte Ort besaß zu dieser Zeit zwei Wohngebäude mit 23 Einwohnern, alle katholischen Bekenntnisses. Die Gemeinde- und Gutbezirksstatistik der Rheinprovinz führt Hufe 1871 mit sechs Wohnhäusern und 27 Einwohnern auf. Im Gemeindelexikon für die Provinz Rheinland von 1888 werden für Hufe sechs Wohnhäuser mit 26 Einwohnern angegeben. 1895 besitzt der Ort vier Wohnhäuser mit 14 Einwohnern und gehörte konfessionell zum katholischen Kirchspiel Hohkeppel, 1905 werden drei Wohnhäuser und 15 Einwohner angegeben.
Aufgrund § 10 und § 14 des Köln-Gesetzes wurde 1975 die Gemeinde Hohkeppel aufgelöst und in Lindlar eingemeindet. Dabei wurden einige Ortsteile Hohkeppels in die Gemeinde Overath umgemeindet, darunter auch Hufe.